# Správní obvod obce s rozšířenou působností Kadaň
Správní obvod obce s rozšířenou působností Kadaň je od 1. ledna 2003 jedním ze dvou správních obvodů rozšířené působnosti obcí v okrese Chomutov v Ústeckém kraji. Čítá 19 obcí. Svou rozlohou 450 km² zaujímá 8,4 % rozlohy Ústeckého kraje. Centrem území je město Kadaň se zhruba 18 tisíci obyvateli, v celém správním obvodě žije přes 40 000 lidí. Správní obvod sousedí se správními obvody Chomutov a Žatec, na západě a jihozápadě hraničí s Karlovarským krajem, na severu se Saskem ve Spolkové republice Německo.
Města Kadaň, Klášterec nad Ohří a Vejprty jsou obcemi s pověřeným obecním úřadem.

## Seznam obcí
Poznámka: Města jsou vyznačena tučně, městyse kurzívou.
- Domašín
- Chbany
- Kadaň
- Klášterec nad Ohří
- Kovářská
- Kryštofovy Hamry
- Libědice
- Loučná pod Klínovcem
- Mašťov
- Měděnec
- Okounov
- Perštejn
- Pětipsy
- Račetice
- Radonice
- Rokle
- Vejprty
- Veliká Ves
- Vilémov

## Obyvatelstvo
| Rok  | Obyv.  | ± %     |
| ---- | ------ | ------- |
| 1869 | 50 107 | —       |
| 1880 | 57 483 | +14,7 % |
| 1890 | 61 225 | +6,5 %  |
| 1900 | 65 058 | +6,3 %  |
| 1910 | 67 876 | +4,3 %  |

| Rok  | Obyv.  | ± %     |
| ---- | ------ | ------- |
| 1921 | 62 969 | −7,2 %  |
| 1930 | 66 230 | +5,2 %  |
| 1950 | 30 710 | −53,6 % |
| 1961 | 31 707 | +3,2 %  |
| 1970 | 37 497 | +18,3 % |

| Rok  | Obyv.  | ± %    |
| ---- | ------ | ------ |
| 1980 | 43 862 | +17 %  |
| 1991 | 44 375 | +1,2 % |
| 2001 | 43 968 | −0,9 % |
| 2011 | 42 378 | −3,6 % |
| 2021 | 41 425 | −2,2 % |